# Южноазиатский прямобрюх
Южноазиатский прямобрюх (Orthetrum sabina) — вид стрекоз семейства Настоящих стрекоз (Libellulidae). Встречается от юго-восточной Европы и северной Африки до Японии, а также южнее: до Австралии и Микронезии.

## Описание
Самцы и самки внешне очень похожи.
Длина брюшка и размах крыльев составляет 30—36 мм. Голова желтовато-зелёная с большими фасеточными глазами. Грудь зеленовато-жёлтая с чёрными полосками. Первый-третий сегменты брюшка вздутые у основания и имеют широкие чёрные кольца. Крылья прозрачные. Лапки чёрные.

## Распространение
Orthetrum sabina — достаточно многочисленный вид, обитающий преимущественно в восточном полушарии. Встречаются в Австралии, северной Африке и Евразии. В частности, эти стрекозы живут на всей территории Индии, даже на высоте 2000 метров над уровнем моря.

## Фотографии

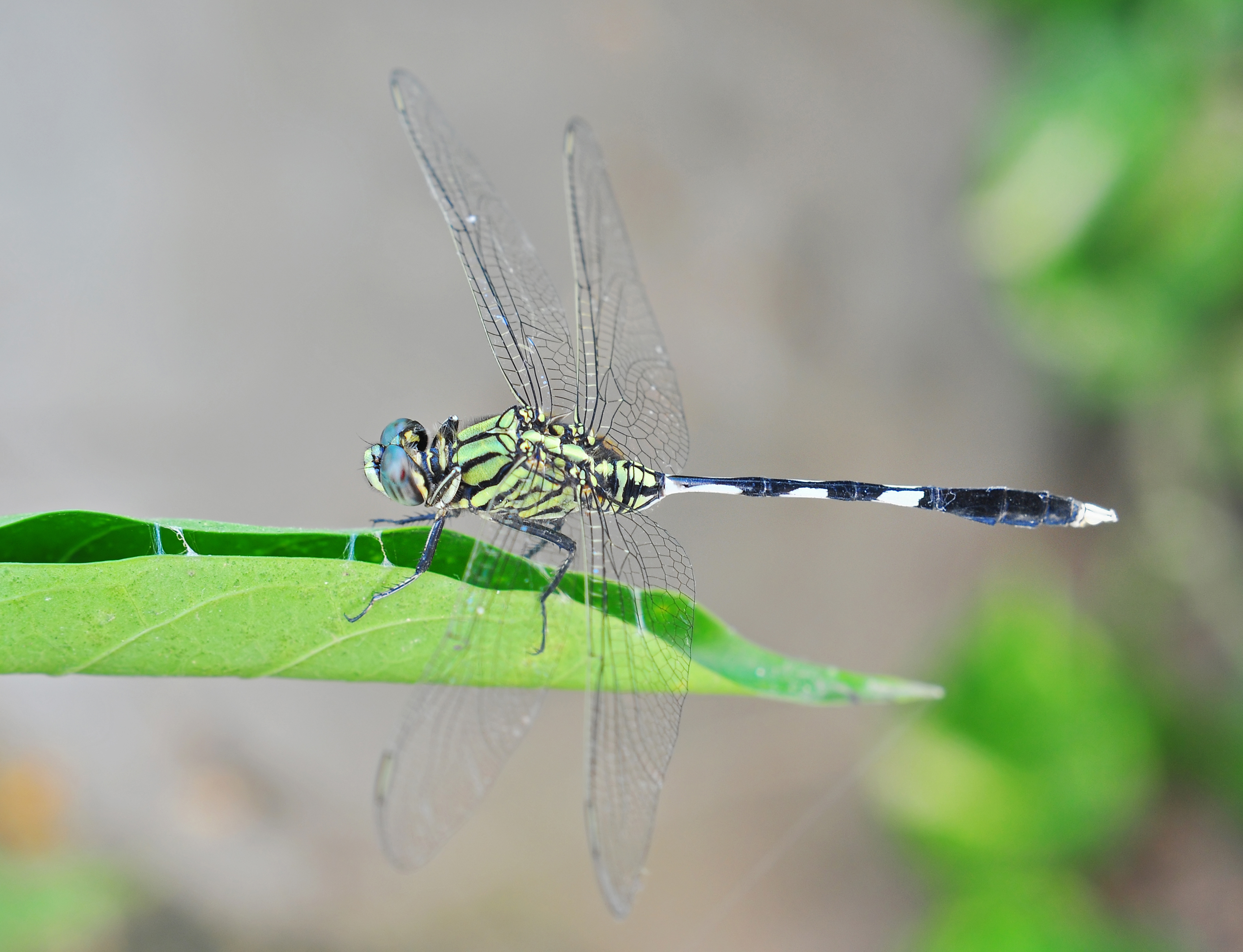
Самец Orthetrum sabina. Снимок сделан в Бардхамане (Западная Бенгалия, Индия)
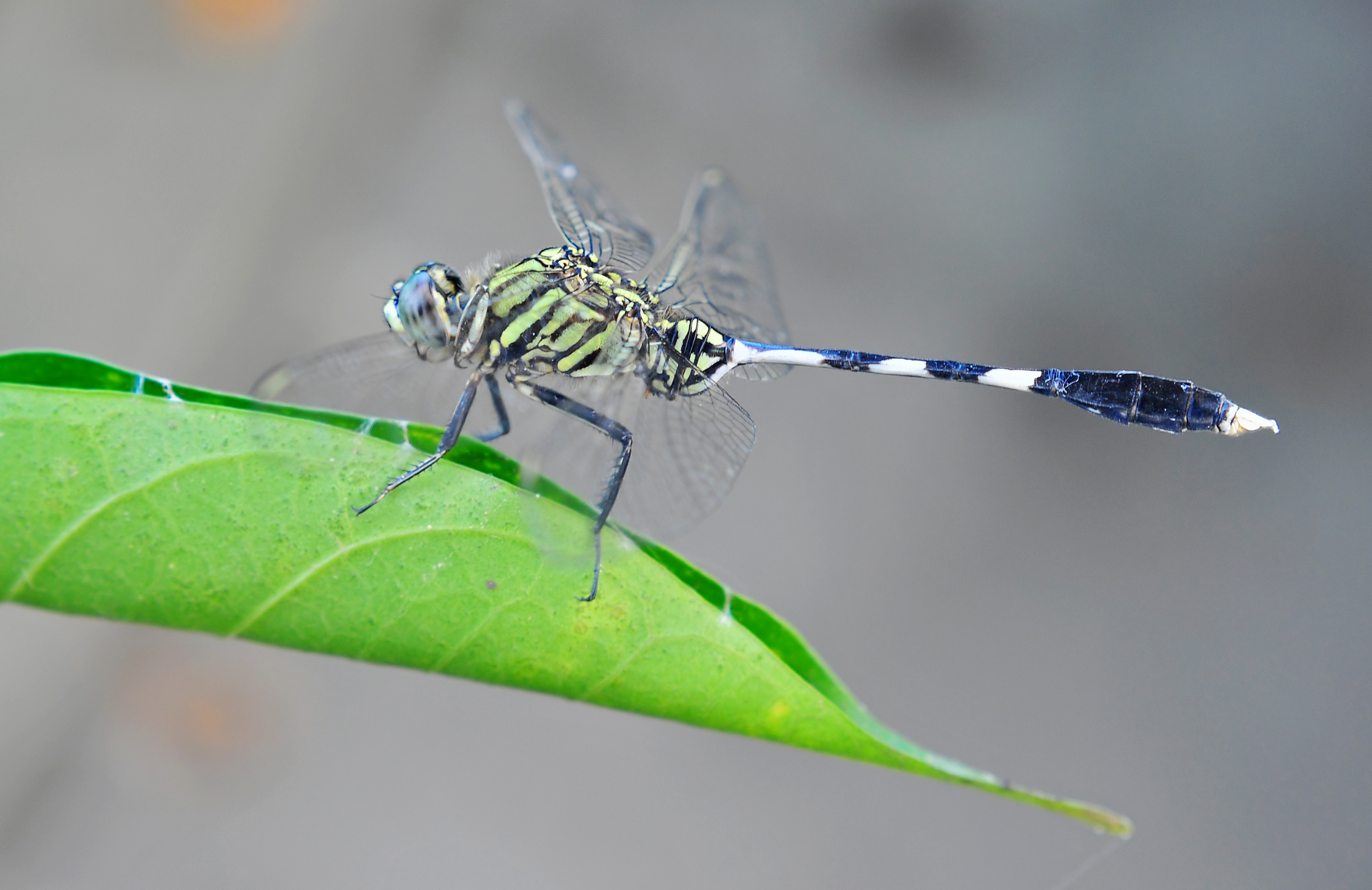
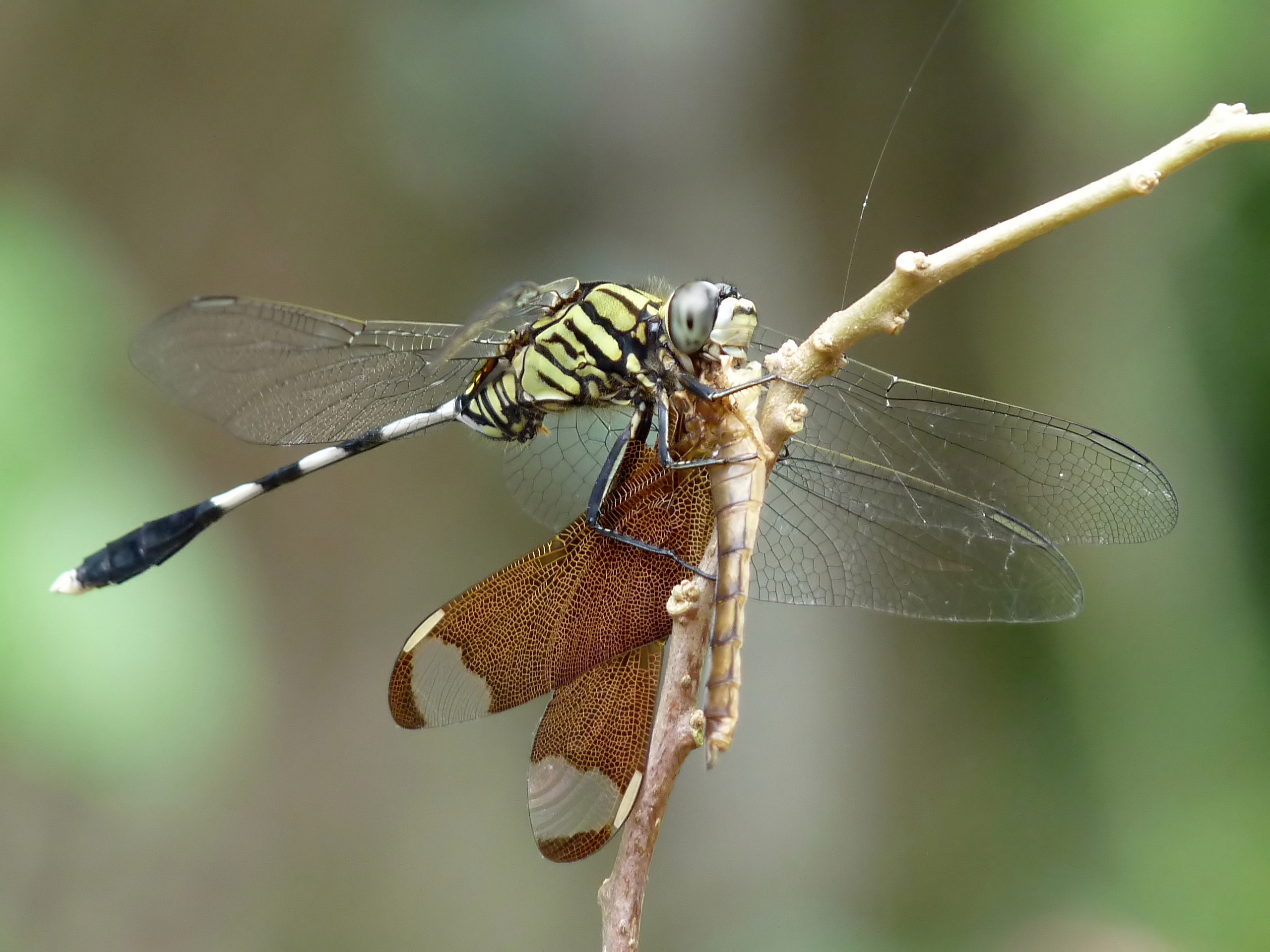
Снимок, сделанный в Кадавуре (штат Керала, Индия)